# Cachicadán
.
Cachicadan, es una localidad del noroeste del Perú, ubicada en el Distrito de Cachicadan, Provincia de Santiago de Chuco, Departamento de La Libertad.

## Descripción
Está ubicada en un valle interandino de la sierra del Departamento de la Libertad. Ubicada aproximadamente entre los 2800 y 2900 m sobre el nivel del mar. Se sitúa a 180 km aproximadamente de la ciudad de Trujillo y a entre 5 y 6 horas de viaje.

## Actividades económicas
Los pobladores de Cachicadán se dedican mayormente a la agricultura, y en menor medida a la ganadería.

## Atractivos turísticos
Lo más destacable de Cachicadán son sus baños termales, los cuales se encuentran cerca de la localidad, también el Cerro Botica sobresale en la localidad, además del Río San Antonio que fluye en sus cercanías.  La temperatura es templado - frío, con un promedio diario de 17 °C.

## Servicios
Cachicadán cuenta con todos los servicios básicos, como son: agua potable, luz eléctrica, internet, correo, teléfono, etc.
- Datos: Q5738627